# 洛根鎮區 (巴特勒縣)
洛根鎮區（英語：Logan Township）為位在美國堪薩斯州巴特勒縣的鎮區。2010年美国人口普查中該鎮區人口有122人。
洛根鎮區於1874年設立。

## 地理
洛根鎮區涵蓋面積93.91平方（36.26平方英里），境內無城鎮設立。

### 溪流
通過此鎮區的溪流有：
- 伊格爾溪（Eagle Creek）
- 普拉姆溪（Plum Creek）

## 人口統計
根據2010年美國人口普查，洛根鎮區人口有122人，人口密度為1.3人/平方公里。種族方面，94.26%為白人；0%為非裔美洲人；4.1%為美洲原住民；0%為亞洲人；0%為太平洋島民；0.82%為其他種族；另外有0.82%為兩個或以上的種族。而西班牙裔美國人或拉丁美洲人佔該鎮區人口的0.82%。

## 外部連結
- USGS Geographic Names Information System (GNIS) （页面存档备份，存于）
- City-Data.com （页面存档备份，存于）